# Distichopora asulcata
Distichopora asulcata är en nässeldjursart som beskrevs av Stephen D. Cairns 2005. Distichopora asulcata ingår i släktet Distichopora och familjen Stylasteridae. Inga underarter finns listade i Catalogue of Life.